# Йован Цакич
Йован Цакич (на сръбски: Јован Цакић или Jovan Cakić) е сърбомански учител, депутат и революционер, деец на сръбската въоръжена пропаганда в Македония от началото на XX век.

## Биография
Йован Цакич е роден в 1871 година в Куманово, тогава в Османската империя. В 1903 - 1904 година завършва сръбската гимназия в Скопие. Йован завършва Педагогическото училище в Шабац. Работи като учител в сръбското училище в родния си град.
В 1904 година заедно с други сърбомански учители, сред които Антоние Тодорович, Лазар Божович и след това Атанас Петров, Цакич формира в Куманово градски комитет на сръбската пропаганда в Македония. Така се формира Управителният съвет на Кумановската сръбска революционна организация. Комитетът е съставен в есента на 1904 година и има за цел да информира и подпомага по всякакъв начин сръбските четници в Кумановска кааза. След като ВМОРО организира убийството на сърбоманския свещеник Атанасие Петрович, Кумановската сръбска организация, в която е Цакич, организира убийството на българския свещеник Александър за отмъщение. Тъй като Цакич е посочен като физическия убиец, е арестуван и е затворен в Куршумли хан. Там лежи с Трайко Митев и Илия Левков – четниците от ВМОРО, затворени за убийството на Атанасие Петрович. Йован Цакич организира побой над Митев и Левков, за което е наказан със строг тъмничен затвор.
След Младотурската революция в 1908 година е амнистиран и е избран за депутат от Куманово в скупщината на сърбите османлии.
Организира сръбска чета във Враня, с която участва в Балканската война. По време на Първата световна война е интендант в сръбската армия. В 1918 година се разболява от малария. Убит е при пробива на Солунския фронт. Погребан е в сръбското военно гробище в Прилеп.